# Кета (Гана)
Ке́та (англ. Keta) — город в Гане. Расположен на полосе суши между одноимённой лагуной и побережьем Гвинейского залива, к востоку от устья реки Вольта и города Ада и к юго-западу от столицы Того Ломе. Административный центр одноимённого муниципального района в области Вольта. Является центром художественных ремёсел (производство тканей, керамики и ювелирных изделий).

## История

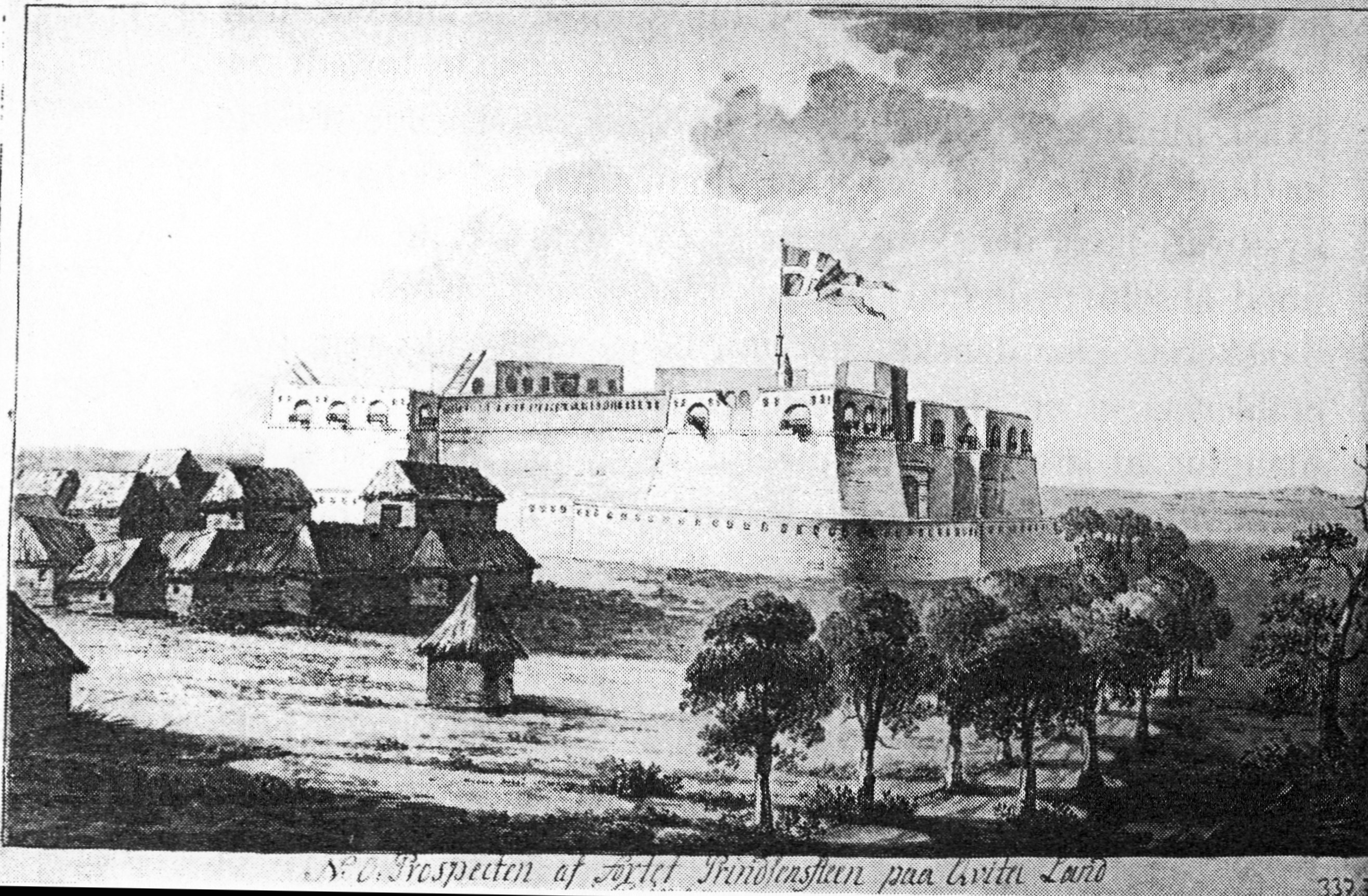
Форт Принсенстен в Кета

Область населяет подгруппа анло народа эве, переселившаяся в XVII веке из района города Кету в Бенине. Кета был важным торговым постом с XIV века.
В 1734 году голландцы построили форт Сингеленбюрг (Fort Singelenburgh) в Кета.
Анло обладали монополией на реке Вольта, брали налоги за провоз товаров по реке, а в случае отказа торговцев платить их анло просто конфисковывали у них все товары, а самих торговцев арестовывали. В 1784 году они поступили так с одним датским купцом и тем самым дали предлог датчанам для войны с анло. Датчанам удалось собрать крупную армию, в которую направили своих воинов все противники анло — га, ада, кробо, аквапим, кпеме, и нанесли анло несколько поражений. В результате анло были вынуждены согласиться на свободу судоходства по реке Вольта, строительство датского форта в Кета, предоставление датчанам исключительного права на торговлю в стране анло, а также отказались от ведения войн с соседями. 
В 1784 году датчане в Кета построили форт Принсенстен, самый восточный из сети европейских фортов на побережье Ганы. Форт до 1803 года был центром трансатлантической работорговли. В 1850 году форт вместе с остальной частью датского Золотого берега был продан Великобритании. Кета стала частью британской колонии. Форт использовался как тюрьма. 
В 1979 году форты и замки Вольты, Большой Аккры, Центрального и Западного регионов внесены в список объектов всемирного наследия ЮНЕСКО. Повышение уровня моря, а также строительство плотины Акосомбо в 1965 году и расширение порта Тема привело к тому, что береговая эрозия разрушила часть города Кета и часть форта Принсенстен. Защита форта Принсенстен была усилена за счёт строительства морской защитной стены в 1991 году, и предпринимаются усилия по стабилизации оставшихся частей.
Город описан в пятой автобиографической книге «Всем детям Божьим требуются походные башмаки» (All God's Children Need Traveling Shoes, 1986) афроамериканской поэтессы Майи Анжелу, которая четыре года прожила в Гане.